# Pomme de touline
 (novembre 2024).
Si vous disposez d'ouvrages ou d'articles de référence ou si vous connaissez des sites web de qualité traitant du thème abordé ici, merci de compléter l'article en donnant les références utiles à sa vérifiabilité et en les liant à la section « Notes et références ».

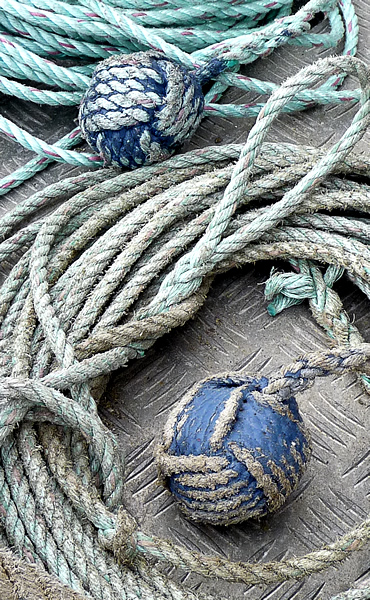
Pommes de touline des lamaneurs du port de La Pallice, trempées dans de la peinture pour limiter l'abrasion du cordage lors de sa chute sur le quai.

La pomme de touline est un lest constitué d'un nœud réalisé à l'extrémité d'une touline afin d'améliorer la portée et la précision de son lancer,,.

## Conception
Le nœud le plus souvent utilisé pour confectionner une pomme de touline est le poing de singe, généralement de la taille d'une boule de pétanque. Pour des raisons de sécurité, il n'est jamais formé autour d'une bille dure (on utilise plutôt du cordage ou des chiffons, à la rigueur une balle en mousse de caoutchouc), cette pomme étant lancée vers des personnes, lamaneur ou matelot. La tradition voulait que le matelot receveur se rendant compte de la présence d'un lest sortait son couteau, tranchait l'amarre, et jetait à l'eau cette pomme jugée dangereuse.
Pour l'alourdir et limiter son usure, la pomme de touline est souvent trempée dans de la peinture.

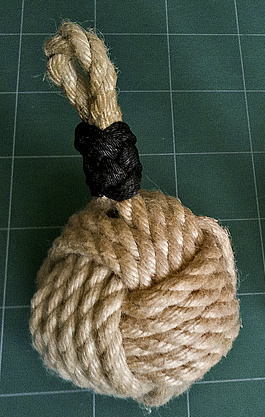
Pomme de touline faite d'un nœud de poing de singe à cinq passages.